# Beziehungen zwischen Albanien und dem Heiligen Stuhl
Zwischen Albanien und dem Heiligen Stuhl bestehen seit 1991 diplomatische Beziehungen. Albanien betreibt eine Botschaft in Vatikanstadt, in Tirana befindet sich eine Apostolische Nuntiatur des Heiligen Stuhls.

## Geschichte
Die Apostolische Nuntiatur in Albanien wurde erstmals am 12. November 1920 von Papst Benedikt XV. als Apostolische Delegation eingerichtet. Diese wurde 1940 aufgelöst, nachdem Albanien durch Italien besetzt worden war.
Nach dem Zweiten Weltkrieg wurde die Religionsausübung und die Kirche im kommunistischen Albanien immer stärker eingeschränkt, viele Priester wurden verhaftet und getötet. 1967 wurden die Beziehungen von dem neu erlassenen Religionsverbot und der Verfolgung katholischer Priester und Bischöfe in Albanien zerrüttet.

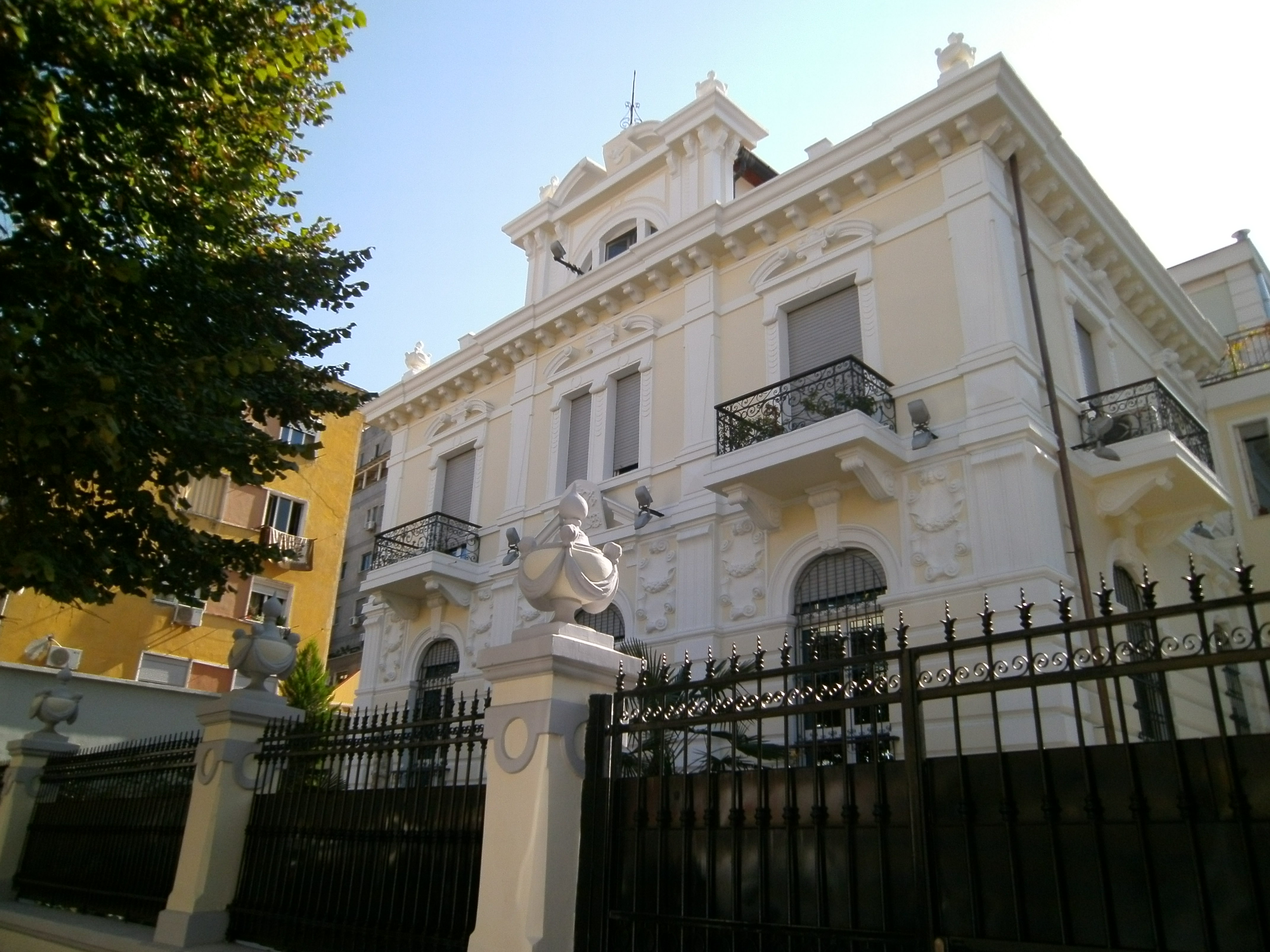
Apostolische Nuntiatur in Tirana

Nach dem Sturz des kommunistischen Regimes 1990 wurde Ivan Dias am 16. Januar 1991 von Papst Johannes Paul II. als erster Gesandter nach Albanien bestellt. Weiter besuchte eine Delegation des Vatikans das Land am 18. Mai 1991, woraufhin am 7. September des gleichen Jahres offiziell diplomatische Beziehungen zwischen Albanien und dem Heiligen Stuhl aufgenommen wurden. Am 25. April 1993 besuchte Papst Johannes Paul II. Albanien.
2002 wurde ein Grundlagenvertrag abgeschlossen, der die Beziehungen zwischen Albanien und dem Heiligen Stuhl regelt.
Am 19. Oktober 2003 wurde die Albanerin Mutter Teresa durch Papst Johannes Paul II. seliggesprochen. Der Tag der Seligsprechung wird in Albanien als Nationalfeiertag begangen, an dem Behörden und Schulen geschlossen bleiben.
Ergänzend zu dem seit 2002 bestehenden Grundlagenvertrag, unterzeichneten der damalige albanische Finanzminister Ridvan Bode und Nutius John Bulaitis am 3. Dezember 2007 für beide Länder in Tirana ein Finanzabkommen, das unter anderem Vereinbarungen zur steuerrechtlichen Stellung der Katholischen Kirche in Albanien beinhaltet.
Im September 2014 besuchte Papst Franziskus die albanische Hauptstadt Tirana.

## Apostolische Delegaten und Nuntien in Albanien
- 1920–1926: Ernesto Cozzi

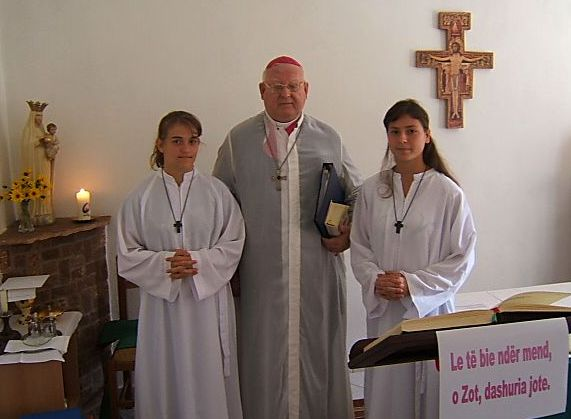
John Bulaitis während eines Besuchs in Delvina (2005)

- 1927–1934: Giovanni della Pietra, SJ
- 1936–1936: Ildebrando Antoniutti
- 1938–1947: Leone Giovanni Battista Nigris
- 1991–1996: Ivan Dias
- 1997–2008: John Bulaitis
- 2008–2016: Ramiro Moliner Inglés
- 2017–2020: Charles Brown
- seit 2020: Luigi Bonazzi